# 앙디 디우프
앙디 디우프(프랑스어: Andy Diouf, 2003년 5월 17일 ~ )는 프랑스의 축구 선수이며, 랑스에서 미드필더로 뛰고 있다.